# Kittredge Haskins
Kittredge Haskins, född 8 april 1836 i Dover i Vermont, död 7 augusti 1916 i Brattleboro i Vermont, var en amerikansk politiker (republikan). Han var ledamot av USA:s representanthus 1901–1909.
Haskins efterträdde 1901 William W. Grout i representanthuset och efterträddes 1909 av Frank Plumley.
Haskins är begravd på Prospect Hill Cemetery i Brattleboro i Vermont.